# Codex Athous Dionysius
Il Codex Athous Dionysius è un codice manoscritto onciale del Nuovo Testamento, in lingua greca, datato paleograficamente al IX secolo.

## Testo
Il codice è composto da 259 fogli di pergamena di 220 per 160 mm. Il testo è disposto su due colonne per pagina e 19-22 linee per colonna. Le lettere onciali sono piccole, con spirito aspro, spirito dolce e accenti.
Il codice contiene il testo quasi completo dei quattro Vangeli canonici.
Contiene la pericope dell'adultera (Vangelo secondo Giovanni 7,53-8,11).

### Critica testuale
Il testo greco del codice è rappresentativo del tipo testuale bizantino. Kurt Aland lo collocò nella categoria V.

## Storia
Il codice è conservato alla Monastero di Dionysiou ((10) 55).